# Buscata
Buscata – wieś w Rumunii, w okręgu Vaslui, w gminie Ivănești. W 2011 roku liczyła 251 mieszkańców.